# Stavfjord
Der Stavfjord ist ein Fjord im Westen von Norwegen, rund 100 km nördlich von Bergen, im Fylke Vestland.
Er ist der südliche Eingang vom Europäischen Nordmeer zum langen, bei dem kleinen Ort Svortevik beginnenden Førdefjord, an dessen östlichem Ende der Ort Førde liegt. Nördlicher Eingang zum Førdefjord ist der Brufjord. Zwischen den beiden, und damit an der Nordseite des Stavfjords, liegen die beiden bewohnten Inseln Askrova und Svanøya und eine Vielzahl kleinerer Inseln, Holmen und Schären, darunter etwa mittig zwischen Askrova und Svanoya das Leuchtfeuer Trefotskjær auf einer Schäre.
Die Grenze zwischen den Kommunen Askvoll im Süden und Kinn (Gemeindeteil Flora) im Norden verläuft entlang der Mitte des Stavfjords; die Inseln und Schären an seiner Nordseite gehören zu Kinn.
In Grimelid auf der Halbinsel Staveneset im Süden des Fjords wurde von 1759 bis 1785 und dann wieder von 1854 bis 1920 Kupfererz aus dem dortigen Grünschiefer-Sedimentgestein abgebaut. Das Erz wurde zum Verhütten nach Førde gebracht, wo ausreichend Holzkohle für die Schmelzöfen hergestellt werden konnte.